# Gustav Trolle
Gustav Eriksson Trolle (1488 szeptembere – 1535 nyara) Uppsala érseke és a stockholmi vérfürdő egyik vezetője.

## Élete
Gustav Trolle 1488 szeptemberében született, apja Erik Arvidsson Trolle, későbbi svéd kormányzó, anyja pedig Ingeborg Filipsdotter Tott volt. Gustav Kölnben és Rómában tanult teológiát és mikor visszatért hazájába Linköpingben diakónussá nevezték ki és alig egy év múlva Uppsala érseke lett. Mint akkoriban a svéd főpapok többsége, ő is az uniót támogatta Dániával. Rövid időn belül konfliktusba keveredett ifjabb Sten Sturéval, Svédország függetlenségpárti kormányzójával, aki megpróbálta elkobozni tőle  Almarestäket várát. Az érsek ellenállt, de hosszas ostrom után a várat elfoglalták, az érseket bebörtönözték és megfosztották tisztségétől.
1520-ban a dán király, II. Keresztély átkelt Svédországba és legyőzte a kormányzó seregét. Sten Sture maga is megsebesült és a csata után meghalt. Gustav Trolle kiszabadult és ő maga kente fel az új királyt a koronázásán.
A koronázási ünnepségen Gustav Trolle bemutatta azoknak a listáját akik elkobozták az egyház (vagyis az ő) tulajdonát és lemondásra kényszerítették és eretnekséggel vádolta őket. II. Keresztély felhasználta az alkalmat, hogy leszámolhat az ellenzék vezetőivel és a vádlottakat (80-90 nemes és polgári személyt) rövid procedúra után a stockholmi vérfürdőben kivégeztette.
1521-ben a svédek fellázadtak és Gustav Trolle Dániába menekült. Ott 1534-ben Odense püspöke lett, de a következő év június 11-én Fyn szigetén az öxnebjergi csatában súlyosan megsebesült és néhány hét múlva a fogságban meghalt.
Keresztély trónfosztása után az új svéd király, I. Gusztáv nem ismerte el Gustav Trollét érseknek és emiatt konfliktusba került a pápával. Az ellentét hozzájárult ahhoz, hogy az ország szakított a Vatikánnal és a reformáció felé fordult.

## Fordítás
- Ez a szócikk részben vagy egészben  a   Gustaf Trolle című svéd Wikipédia-szócikk ezen változatának fordításán alapul.  Az eredeti cikk szerkesztőit annak laptörténete sorolja fel. Ez a jelzés csupán a megfogalmazás eredetét és a szerzői jogokat jelzi, nem szolgál a cikkben szereplő információk forrásmegjelöléseként.